# Ramsing
 For alternative betydninger, se Ramsing (slægt).
Ramsing er en by på halvøen Salling med 325 indbyggere  (2024), beliggende 8 km syd for Rødding, 4 km sydvest for Balling, 17 km sydvest for Roslev og 14 km vest for Skive. Byen hører til Skive Kommune og ligger i Region Midtjylland.
Ramsing hører til Ramsing Sogn. Ramsing Kirke ligger i byen.

## Faciliteter
- Børnehuset Troldebo er en integreret institution med børnehave og vuggestue for børn i alderen 0-6 år. Huset råder over en idrætshal og en stor legeplads.[2]
- I Ramsing kan man dyrke tennis, badminton, gymnastik og petanque.
- Ramsing Forsamlingshus fra 1935 har en stor sal med scene og en lille sal.

## Historie

### Landsbyen
I 1901 blev Ramsing beskrevet således: "Ramsing med Kirke, Skole, Forsamlingshus (opf. 1878), Andelsmejeri, Mølle med Bageri og Telefonst.;" Det høje målebordsblad fra 1800-tallet viser desuden et fattighus.

### Kommunen
Ramsing Sogn var anneks til Håsum Sogn, hvor præstegården lå. Håsum-Ramsing pastorat blev grundlaget for Håsum-Ramsing sognekommune, der fungerede frem til kommunalreformen i 1970, hvor den indgik i Spøttrup Kommune. Rødding og Balling var omtrent lige store og kunne ikke blive enige om hvor rådhuset i den nye storkommune skulle ligge. Som kompromis placerede man det på Kirke Alle 1 i Ramsing. "Kommunegården" fra 1970 blev revet ned i 2013, og der blev i stedet anlagt bypark på grunden.

### Stationsbyen
Ramsing fik jernbanestation på Vestsallingbanen (1924-66). Stationen havde omløbsspor og svinefold ved hovedsporet.
Stationsbygningen er bevaret på Pile Alle 7. Den asfalterede cykel- og vandresti "Vestsallingstien" går gennem byen. Mod nordvest fra Rønne Alle følger den Vestsallingbanens tracé på 2 km til Vejby.